# Shālekeh
Shālekeh (persiska: شالکه) är en ort i Iran.   Den ligger i provinsen Gilan, i den nordvästra delen av landet, 280 km nordväst om huvudstaden Teheran. Shālekeh ligger 68 meter över havet och antalet invånare är 405.
Terrängen runt Shālekeh är kuperad västerut, men österut är den platt.Runt Shālekeh är det ganska tätbefolkat, med 134 invånare per kvadratkilometer. Närmaste större samhälle är Māsāl, 6,4 km söder om Shālekeh. Trakten runt Shālekeh består till största delen av jordbruksmark.